# Butuan City

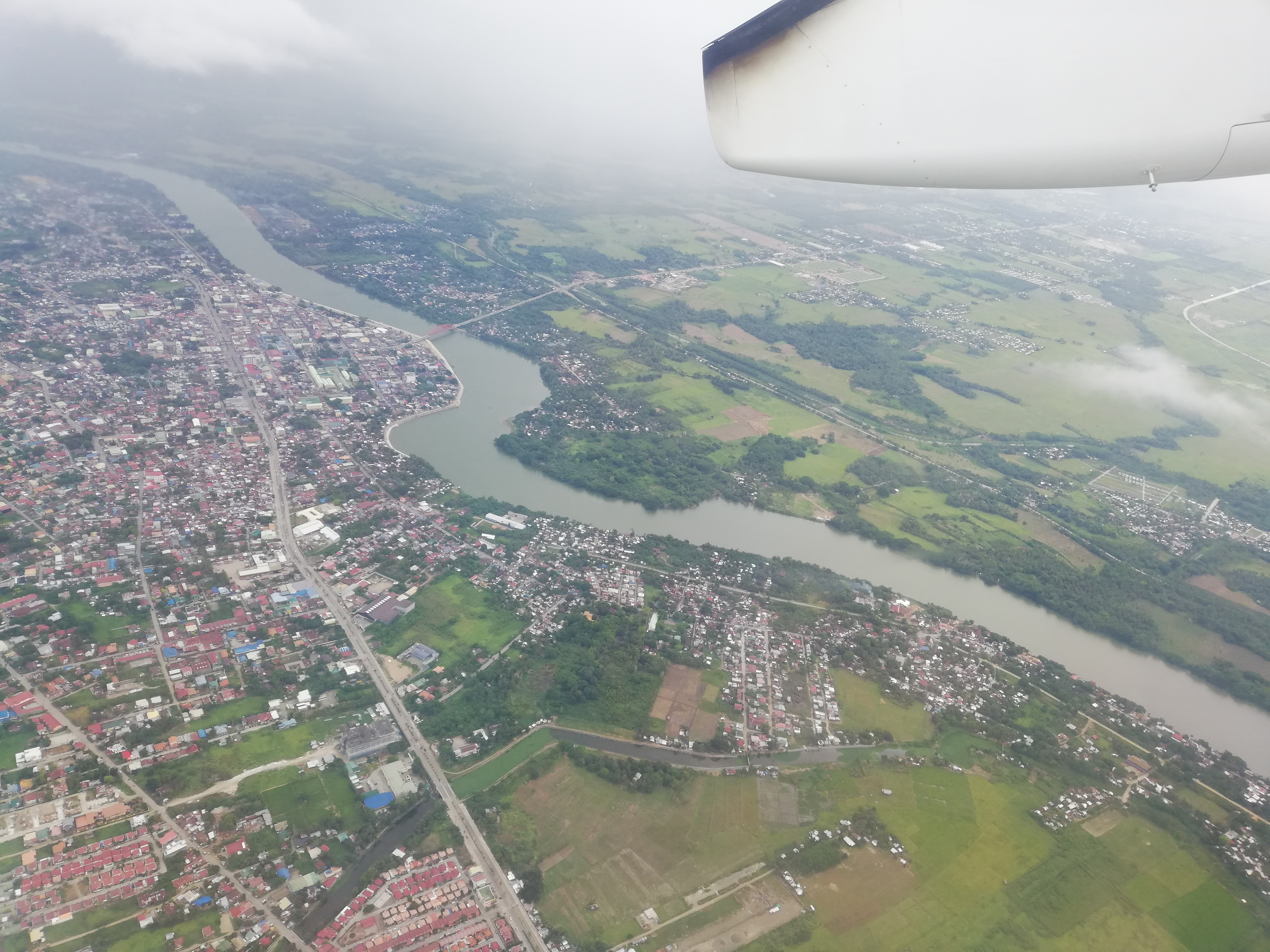
Blick aus der Luft auf Butuan und den Agusan Fluss

Butuan City ist das Zentrum und der Sitz der Bezirksregierung des Bezirks Caraga (Region XIII) auf den Philippinen. Die Stadt liegt im nordwestlichen Teil des Agusan Valleys, einer Ebene im Nordosten der Insel Mindanao, die von dem Agusan River durchzogen wird.

## Namensherkunft
Es wird vermutet, dass sich der Name Butuan von einer sauren Frucht, die Batuan genannt wird, ableitet. Andere etymologische Quellen sprechen davon, dass die Stadtbezeichnung von einem Stammesfürsten mit dem Namen Datu Buntuan stammt, der die Gegend von Butuan ehemals regierte.
Die Schüler glauben hingegen, der Name kommt von dem Wort But-an, dass wörtlich eine Person beschreibt, die einen scharfsinnigen Charakter besitzt.

## Geographie
Die Stadt wird im Norden, im Westen und im Süden von der Provinz Agusan del Norte, im Osten von Agusan del Sur begrenzt. Im Nordwesten liegt die Küstenregion mit der Bucht von Butuan, einem Teil der Mindanaosee. Im Norden befindet sich die Grenze zur Gemeinde Tagana-an, im Westen grenzt Sison, im Süden Tubod und Bacuag an, während sich im Osten die Hinatuan Passage erstreckt.
Zur Stadt gehört der halbe Teil der Insel Masapelid, auf der sich drei Baranggays von Butuan befinden, sowie die drei kleineren Inseln Tinago, Banga und Mahaba.
Die Stadt erstreckt sich entlang des Agusan Rivers. Der Stadtkern liegt etwa neun Kilometer von der Mündung des Flusses entfernt und ist im Norden und zur Meerseite hin von flachen Gebieten umgeben, die als Reisanbaufläche genutzt werden. Im Südwesten befindet sich eine Hügellandschaft um den Berg Mayapay. Im Osten ragt sowohl der majestätische Hilong Hilong mit einer Gipfelhöhe von 2012 Meter als auch das Diwata-Gebirge empor, das die gesamte Tiefebene vor den Winden des Pazifiks schützt.
Butuan City hat eine Gesamtfläche von 816,62 km², die rund 4,1 % der Gesamtfläche des Bezirks Caraga ausmacht. Mit einer geschätzten Gesamtbevölkerung von 350.000 besitzt sie eine durchschnittliche Bevölkerungsdichte von 428 Menschen pro km², die wesentlich höher als die durchschnittliche Dichte des Bezirks mit 101 Personen/km² ist.
Etwa 48,6 % des Stadtgebiets (397,23 km²) wird für die Agrarwirtschaft genutzt, 32,82 % (268 km²) sind Waldgebiet, 7,49 % (61,14 km²) Gras-, Busch- und Weideland und der Rest von 90,242 km² ist bebaut oder wird anderweitig verwendet. 105 km² der Waldfläche wird für die Forstwirtschaft genutzt, während 167,5 km² unter Naturschutz stehen.
An der Küste sind große Teile des Stadtgebietes Sumpfland. Diese Sumpfgebiete sind miteinander durch den Flusslauf des Agusan Rivers verbunden. Der größte Teil dieses Gebietes ist mit Mangroven bewachsen, die verschiedenen Spezies an Seelebewesen beheimaten.
Die Fischgründe von Butuan liegen in der Bucht von Butuan, an deren Küsten zwei Ortsteile liegen, Lumbocan und Masao. Die Bucht hat eine Ausdehnung von zwei Kilometern und ist ein Teil der Mindanaosee.

## Sprache und Religion
Die Dialekte Surigaonon und Butuano sind die Muttersprachen der meisten Bewohner der Stadt. An zweiter Stelle steht Cebuano und an der dritten folgt der Dialekt Boholano.
Die dominante Religion ist Römisch-katholisch, gefolgt von der Unabhängigen Philippinischen Kirche und der Iglesia-ni-Cristo-Gemeinschaft.

## Baranggays
Butuan City ist politisch unterteilt in 86 Baranggays.
| - Agao Pob. (Bgy. 3) - Agusan Pequeño - Ambago - Amparo - Ampayon - Anticala - Antongalon - Aupagan - Baan KM 3 - Babag - Bading Pob. (Bgy. 22) - Bancasi - Banza - Baobaoan - Basag - Bayanihan Pob. (Bgy. 27) - Bilay - Bit-os - Bitan-agan - Bobon - Bonbon - Bugabus - Buhangin Pob. (Bgy. 19) - Cabcabon - Camayahan - Baan Riverside Pob. (Bgy. 20) - Datu Silongan - Dankias - Imadejas Pob. (Bgy. 24) | - Diego Silang Pob. (Bgy. 6) - Doongan - Dumalagan - Golden Ribbon Pob. (Bgy. 2) - Dagohoy Pob. (Bgy. 7) - Jose Rizal Pob. (Bgy. 25) - Holy Redeemer Pob. (Bgy. 23) - Humabon Pob. (Bgy. 11) - Kinamlutan - Lapu-lapu Pob. (Bgy. 8) - Lemon - Leon Kilat Pob. (Bgy. 13) - Libertad - Limaha Pob. (Bgy. 14) - Los Angeles - Lumbocan - Maguinda - Mahay - Mahogany Pob. (Bgy. 21) - Maibu - Mandamo - Manila de Bugabus - Maon Pob. (Bgy. 1) - Masao - Maug - Fort Poyohon (Bgy. 17) - New Society Village Pob. (Bgy) - Ong Yiu Pob. (Bgy. 16) - Pianing | - Pinamanculan - Rajah Soliman Pob. (Bgy. 4) - San Ignacio Pob. (Bgy. 15) - San Mateo - San Vicente - Sikatuna Pob. (Bgy. 10) - Silongan Pob. (Bgy. 5) - Sumilihon - Tagabaca - Taguibo - Taligaman - Tandang Sora Pob. (Bgy. 12) - Tiniwisan - Tungao - Urduja Pob. (Bgy. 9) - Villa Kananga - Obrero Pob. (Bgy. 18) - Bugsukan - De Oro - Dulag - Florida - Nong-nong - Pagatpatan - Pangabugan - Salvacion - Santo Niño - Sumile - Don Francisco - Pigdaulan |

## Geschichte
Dem chinesischen Historiker Song Shi zufolge und den Funden aus der archäologischen Ausgrabungsstätte am Agusan hatte die Region um Butuan bereits vor dem 10. Jahrhundert eine Handelsbeziehung zu dem Königreich Champa im Süden des heutigen Vietnams und dem Handelsreich Srivijaya auf Java.
Bereits im 11. Jahrhundert war Butuan eines der drei bedeutendsten Handels- und Kommerzzentren der Philippinen. Der beste Beleg hierfür ist die Entdeckung von neun Balangays (asiatische Langboote) und anderer archäologischer Funde in der Nähe von Butuan City, speziell in Ambangan, Libertad nahe dem alten El Rio de Butuan und dem Masao River, die auf eine hohe Kultur in dieser Zeit schließen lassen.
Die Ortschaft von Butuan lag ursprünglich in Pinamanculan an den Ufern des Masao Rivers, einen Kilometer vom heutigen Barrio Libertad entfernt. Dieser Platz war für eine Siedlung jedoch nicht ideal, da er oft überflutet wurde. Aus diesem Grund zogen die Menschen nach Baug, der heutigen Gemeinde Magallanes, und ließen sich an der Mündung des Agusan nieder. Später zogen sie weiter nach Lapaca, heutzutage als Linungsuan bekannt, im Barrio Banza, etwa fünf Kilometer vom Fluss entfernt. Da die Flut sie auch dort stetig heimsuchte, siedelten die Menschen schließlich in das Gebiet des heutigen Stadtzentrums um.
Die größten Diskussionen und Meinungsverschiedenheiten gibt es um den Ort der ersten christlichen Messe, die von Ferdinand Magellan auf den Philippinen gehalten wurde. Entweder fand sie in Limasawa, in der Provinz Southern Leyte statt oder in dem Ortsteil Masao in Butuan City. Als sicher gilt, dass Magellan an der Mündung des Agusan Rivers vor Anker ging und hier im Jahre 1521 eine Messe zur Feier dieses Ereignissen gehalten hatte.
Den Zeitpunkt zu bestimmen, an dem der Name Butuan erstmals auftauchte, ist schwer. Sicher ist, dass sich der Name Agusan erst mit der Formung der gleichnamigen Provinz im Jahre 1914 etabliert hat. Vor dieser Zeit war das gesamte Gebiet lediglich als Butuan bekannt.
Die erste Gemeindewahl fand zur Zeit der amerikanischen Administration des Landes im März 1902 statt. Während der japanischen Besatzung der Philippinen in der Zeit des Zweiten Weltkrieges wurde Butuan dem Erdboden gleichgemacht, als eine Gruppe Guerillakämpfer die feindliche Garnison im Jahre 1943 angriffen und sich heftige Gefechte lieferten. Am 20. Oktober 1948 wurde die wiedererrichtete Gemeinde von einem Feuer erneut zerstört.
Der Höhenflug der Holzindustrie während der 1950er Jahre bis in die Mitte der 1970er Jahre machte Butuan zur Timber City of the South (Bauholzstadt des Südens). Ausgelöst durch diesen Boom kamen viele Glückssucher aus anderen Provinzen in die Gegend. Der ehemalige beschauliche Ort wandelte sich schnell in eine emsige und betriebsame Ortschaft. Die florierende Holzindustrie und der damit verbundene Zuwachs der Bevölkerung veranlasste den Kongressabgeordneten Marcos M. Calo einen Antrag auf Wandlung von Butuan in eine Stadt zu stellen. Am 2. August 1950 wurde Butuan mit Wirkung des Republic Act Nr. 523 in den Status einer beurkundeten Stadt der Philippinen erhoben.
Am 7. Februar 1985 wurde Butuan City umklassifiziert und bekam den Status einer hochurbanisierten Stadt. Durch diese Umklassifizierung, die sich nach der Bevölkerungszahl und dem Einkommen richtete, wurde Butuan politisch unabhängig von der sie umgebenden Provinz Agusan del Norte.

## Wirtschaft

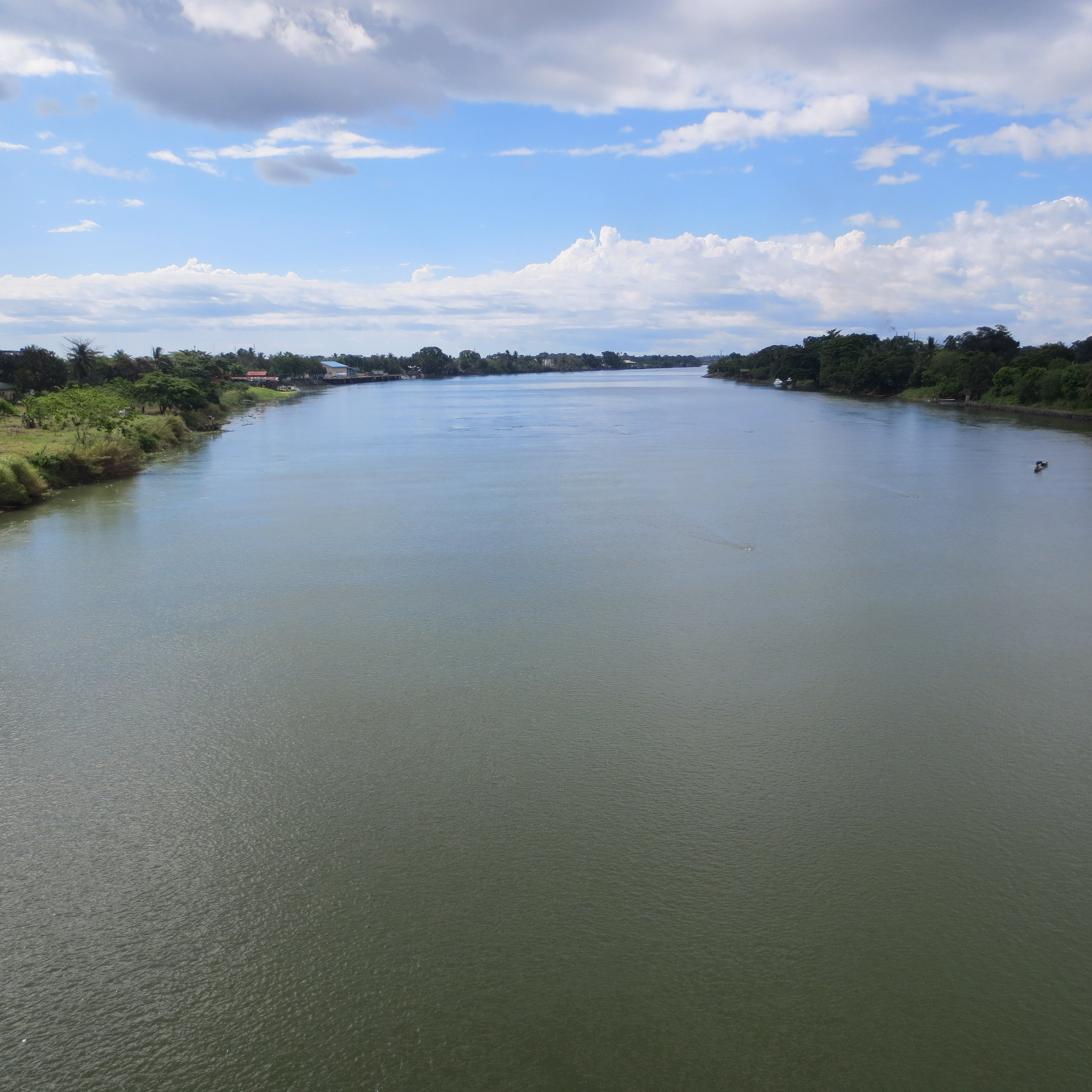
Der Agusan Fluss, welcher im Stadtgebiet Butuans von zwei Brücken überquert wird

Die Holzindustrie ist der maßgebende Wirtschaftsfaktor von Butuan City. Die Produktion und der Handel mit Bauholz machten den Ort zu einer wichtigen Großstadt im Süden der Philippinen. Die meisten der 23 Großproduzenten für Sperr- und Nutzholz der Provinz Agusan del Norte haben ihren Hauptsitz in Butuan City.
Die Lage an der Mindanaosee, der Zugang des Kernlandes von Mindanao über den Agusan River und die historische Tradition als Handelszentrum machen die Stadt zu einem wichtigen nationalen Zentrum des Inselstaates.
Die fruchtbare Flussebene des Hinterlandes und die Küste mit dem Anbau von Nutzpflanzen und Reis sowie der Viehzucht machen die Agrarwirtschaft zu einem weiteren Faktor und einem Rückgrat in der wirtschaftlichen Bedeutung der Stadt.
An der Küste ist die Fischerei die Haupteinkommensquelle der Stadtbewohner. Die Fischgründe des Flusses und in der Bucht von Butuan sorgen für ein reichhaltiges und vielfältiges Angebot an Salz- und Süßwasserfischen und von verschiedenen Meeresfrüchten.
Ein aufkommender Wirtschaftsfaktor ist der Tourismus. Der Fluss, das Kahimunan-Festival, die historischen Funde und der Berg Maypay sollen die Stadt interessant machen und den Bekanntheitsgrad von Butuan erhöhen.

## Verkehr
Butuan City verfügt mit dem Bancasi Airport über einen eigenen Verkehrsflughafen mit regelmäßigen Inlandsflügen nach Cebu und Manila. Zudem liegt die Stadt an der Fernstraße AH26, welche auch unter dem Namen Pan-Philippinische Straße bekannt ist. Von dem etwas nördlich des Stadtzentrums gelegenen Butuan Integrated Bus Terminal, sowie den unmittelbar benachbarten Van und Jeepney Terminals gibt es zahlreiche Nah- und Fernverkehrsverbindungen nach ganz Mindanao, sowie auch Fernbuslinien weit nach Norden, etwa bis nach Manila. Im August 2017 wurde mit dem Butuan Transport Terminal ein zweites Busterminal in der Stadt eröffnet. Dieses grenzt unmittelbar an die Mall Robinson's Place Butuan, welche im selben Jahr erweitert wurde und die einzige Vollservice-Mall der Region ist.
Mit dem Masao Port verfügt Butuan City auch über einen eigenen Seehafen, der aber sehr klein ist und dem im Güterumschlag nur eine geringe und im Personenverkehr gar keine Bedeutung zukommt. Ein weitaus größerer Anteil des Seeverkehrs mit der Stadt wird über den nur etwa 25 Kilometer entfernten Seehafen von Nasipit abgewickelt. Hier legen auch regelmäßig Fähren aus Cebu und Manila an.

## Klima

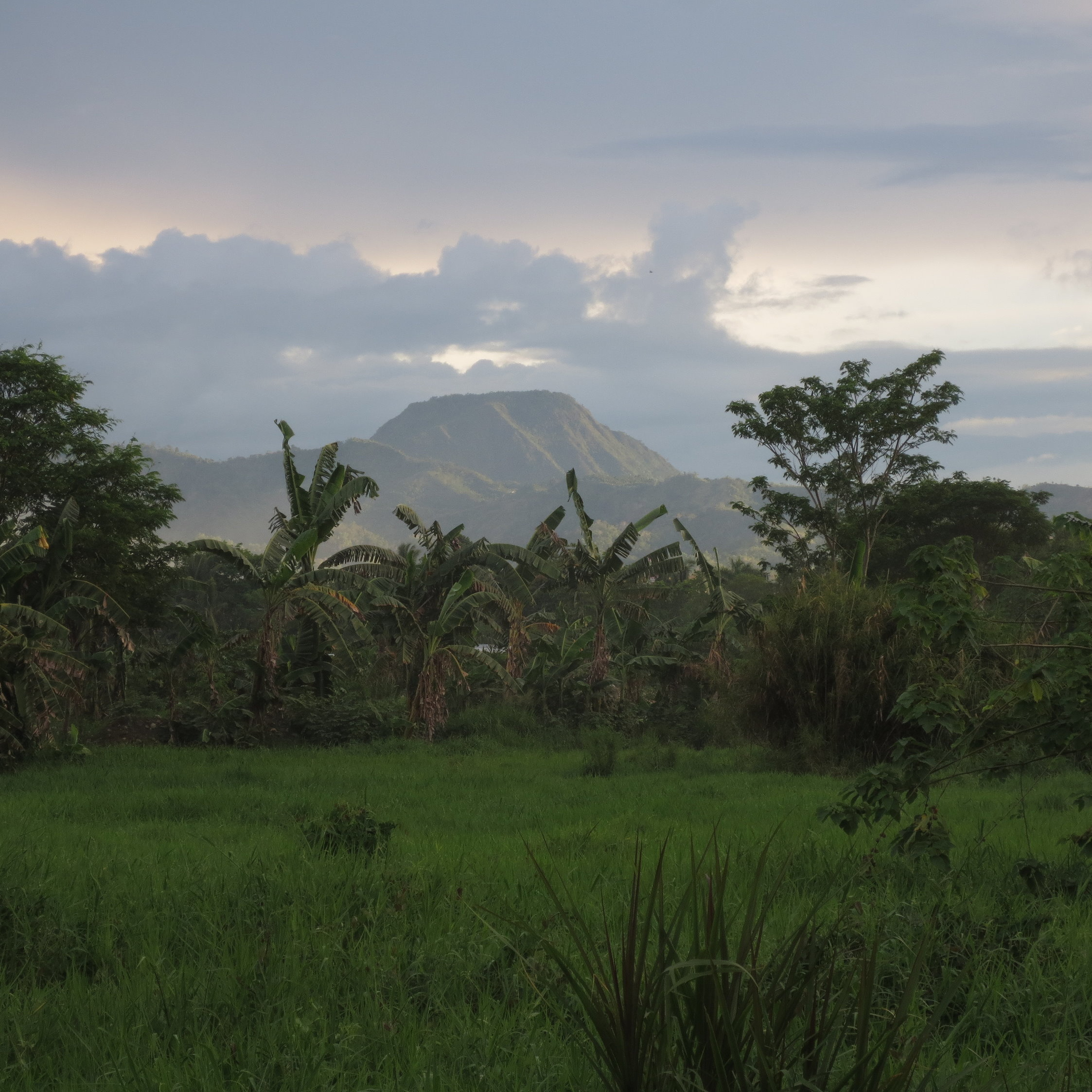
Blick von Butuan City auf den Berg Mayapay

Das Klima des Stadtgebietes entspricht dem Klimatyp III ohne besondere Regenperiode, aber heftigen Regenfällen von November bis Januar, wenn die Ausleger des Monsuns und die Nordwestwinde das Gebiet streifen. Die trockensten Monate liegen zwischen März und September.
Die durchschnittliche Regenmenge beträgt 381,5 cm bei durchschnittlich 216 Regentagen im Jahr. Die Temperatur liegt zwischen 25,6 °C und 31,4 °C, bei einer durchschnittlichen Luftfeuchtigkeit von 84 %. Obwohl die Taifune das Stadtgebiet selten treffen, gab es 1912, 1964 und 1984 Zerstörungen durch tropische Stürme.

## Sehenswürdigkeiten
- Der Agusan River, der auf längster Strecke befahrbare Fluss von Mindanao
- Das Balangay-Shrine-Museum, in dem ein ausgegrabenes Langboot des Typs Balangay ausgestellt ist
- Das Butuan-Regional-Museum
- Der Berg Mayapay (675 m hoch)
- Das Kahimunan-Festival auf dem Fluss Agusan
- Das Abayan-Festival